# Langs de Leeuw
Langs de Leeuw was een amusementsprogramma van de Nederlandse publieke omroep dat op zaterdagavond omstreeks 20.30 uur werd uitgezonden op Nederland 1 bij de VARA. Het programma startte op zaterdag 27 oktober 2012 en werd gepresenteerd door Paul de Leeuw. Op 1 juni 2013 was de laatste aflevering.
Langs de Leeuw was voor Nederland 1 de nieuwe invulling van de zaterdagavond om het gat dat was ontstaan door het einde PAU!L, eveneens van De Leeuw, op te vullen. Het format van het programma bestond uit interviews met diverse gasten, hierin schuwde De Leeuw het niet om gevoelige vragen te stellen. Een belangrijk onderdeel van de show was De Kwis, waarin door middel van vragen een satirische blik op de voorgaande week werd gegeven. Dit onder leiding van Joep van Deudekom, Rob Urgert, Niels van der Laan en Jeroen Woe.

## Seizoen 1
Het eerste seizoen van Langs de Leeuw bestond uit 9 afleveringen en werd uitgezonden in het najaar van 2012. Na het programma kon men op internet nog zo'n 20 minuten doorkijken, dit onder de noemer Langs de Leeuw XL volgen.

## Seizoen 2
Het tweede seizoen van Langs de Leeuw bestond uit 12 afleveringen en werd uitgezonden in het voorjaar van 2013. Dit seizoen werd het onderdeel Langs de Leeuw XL voortgezet onder de naam Langer de Leeuw. Hierin ging Paul de Leeuw nog 15 à 30 minuten door met het programma. Op televisie werd Langer de Leeuw rond middernacht (in de nacht van zaterdag op zondag) uitgezonden, ook was deze direct na de uitzending al beschikbaar op internet. Omdat de voorlaatste aflevering van Langs de Leeuw een speciale uitzending was die in het teken van Syrië stond, was er geen uitzending van Langer de Leeuw.

## Terugkerende onderdelen
Het cabaret/ De Kwis ( seizoen 1 en 2)Joep van Deudekom, Rob Urgert, Niels van der Laan en Jeroen Woe behandelen op satirische wijze de actualiteit. In het eerste seizoen moest De Leeuw voor de gasten aanwezig in de studio pijnlijke vragen wegspelen, dit kon hij doen door voor deze gast een vraag goed te beantwoordden. Deze vragen waren gebaseerd op actualiteiten uit de voorgaande week. In seizoen twee was er voor De Kwis een aparte gast die door vragen goed te beantwoorden een opdracht die hij/zij moet uitvoeren minder pijnlijk kon maken. Een terugkerende vragen hierin was 'de lopende band' waarin een nieuwtje moest worden geraden met behulp van een artikel dat over de lopende band ging, als de verbinding tussen deze goed geraden werd dan kregen ze een gedeelte van een gezicht dat ze uiteindelijk moesten raden.
De vladip (seizoen 1)Twee personen werden aan de rand van een bak vol 'vla' geplaatst, die in de regel gewoon water was. Paul stelde ze na elkaar een vraag en bij elke fout beantwoorde vraag kantelde de desbetreffende persoon een eindje in richting van het water. Degene die drie keer een verkeerd antwoord gaf, belandde in de bak water.
Voor u majesteit (seizoen 2)Mensen uit het publiek konden voorwerpen meebrengen die ze graag aan (toenmalig) koningin Beatrix wouden geven voor haar troonsafstand op 30 april 2013. Elke uitzending werden er voorwerpen in een busje gelegd. In de studio werd er beslist welke voorwerpen er in aanmerking kwamen. Ook konden er bijvoorbeeld speciale recepten gemaakt worden die dan ingevroren werden en mee in het busje gingen. Op 27 april 2013 reed dit busje met Paul de Leeuw aan het stuur naar het koninklijk paleis om de voorwerpen en recepten aan de koningin te overhandigen. Hierbij werd ook een kookboek aangeboden waarin ingestuurde 'oranje' recepten verzameld zijn.

## Trivia
- In 2012 en 2013 had het programma een speciale Sinterklaas aflevering die verscheen onder de naam Langs Sint en De Leeuw.

12 steden, 13 ongelukken · Alles draait om geld · Bergen Binnen · Büch's Boeken · Buitenhof ** · Bureau Kruislaan · Cabaret & Co · Comedytrain presenteert · Deadline · Dr. Ellen · Ernstige Delicten · Factor Giel · Gebak van Krul · GIEL · Herexamen · Hoe bestaat het · Hof van Joosten · Hollands Hoop · In goed gezelschap · Is dat eigenlijk wel zo? · Jules Unlimited · Kanniewaarzijn · Kassa · Kassa 3 · Kinderen geen bezwaar · Kinderen voor Kinderen · Kopspijkers · Kun je het al zien? · Het Lagerhuis · Langs de Leeuw · Langs Sint en De Leeuw · De leugen regeert · Lieve Paul · Lieve Paul & Sint · MaDiWoDoVrijdagshow · De Mega Mike & Mega Thomas Show · Mooi! Weer De Leeuw · Mooi! Weer de Sint · Nieuwslicht · NOVA * · Oppassen!!! · Overspel · Panache · PAU!L · PAU!L en Sint! · Pauls Kadoshow · Pauls Puber Kookshow · Pauw & Witteman · Per Seconde Wijzer · Sint & De Leeuw · Shouf Shouf! · The Sopranos · Stellenbosch ** · Studio Spaan · Thank God It's Friday · Twee voor twaalf · Unit 13 · De verrukkelijke 85 · Vroege Vogels TV · Vuurzee · Waltz ** · De Wereld Draait Door · De wereld van Boudewijn Büch · Wie steelt mijn show? · X De Leeuw · Zembla

*: In samenwerking met NPS en NOS     **: In samenwerking met AVROTROS en VPRO